# Arichanna maculosa
Arichanna maculosa là một loài bướm đêm trong họ Geometridae.